# 亚历山大·尼古拉耶维奇·涅克拉索夫
亚历山大·尼古拉耶维奇·涅克拉索夫（羅馬化：Aleksandr Nikolayevich Nekrasov；1963年6月20日—），俄罗斯政治人物，国家杜马议员和联邦委员会议员。
1989年，他毕业于卡累利阿师范学院。1999年，他又获得了圣彼得堡国立大学的学位。1992年，他移居圣彼得堡，成为“领导集团”的联合创始人之一，该集团专门从事圣彼得堡、列宁格勒州、莫斯科和莫斯科州的住房建设。2011年至2020年，他代表俄罗斯联邦共产党担任第六届国家杜马和第七届国家杜马代表。2020年10月9日，他被任命为阿尔汉格尔斯克州联邦委员会议员。

## 制裁
涅克拉索夫于2022年因俄羅斯入侵烏克蘭而受到英国政府制裁。